# دوري بنما لكرة القدم 2000-01
دوري بنما لكرة القدم 2000-01 (بالإسبانية: Anaprof 2000-01)‏ هو موسم من دوري بنما لكرة القدم. كان عدد الأندية المشاركة فيه 10، وفاز فيه Panamá Viejo F.C. ‏.